# Eclissi solare del 20 luglio 1944
L'eclissi solare del 20 luglio 1944 è un evento astronomico che ha avuto luogo il suddetto giorno attorno alle ore 5.43 UTC. L'eclissi, di tipo totale anulare, è stata visibile in alcune parti dell'Asia (Filippine, Laos, Thailandia, India e Vietnam), dell'Africa (Etiopia e Somalia) e dell'Oceania (Australia).
L'eclissi del 20 luglio 1944 divenne la seconda eclissi solare nel 1944 e la 103ª nel XX secolo. La precedente eclissi solare si è verificata il 25 gennaio 1944, la seguente il 14 gennaio 1945.
La durata della fase massima dell'eclissi è stata di 3 minuti e 42 secondi e l'ombra lunare sulla superficie terrestre raggiunse una larghezza di 108 km.

## Percorso e visibilità
L'eclissi si è manifestata all'alba locale all'incrocio tra l'Uganda britannica (l'attuale Uganda) e il Sudan britannico-etiope (parte dell'attuale Sud Sudan).
Successivamente, la pseudo-umbra della luna entrò nel Mar Arabico dal Corno d'Africa a nord est e attraversò l'India britannica (ora parte dell'India) ed il Golfo del Bengala raggiungendo il punto di massima eclissi nel nord - ovest della provincia di Bago, Myanmar. In seguito la pseudo umbra si è gradualmente spostata verso sud-est, passando attraverso la Thailandia e l'Indocina francese (oggi parte del Laos e del Vietnam), e dopo aver attraversato il Mar Cinese Meridionale ha attraversato le Filippine, la repubblica di Palu e il territorio della Nuova Guinea,  terminando infine al tramonto a sud ovest dell'isola di Bougainville a circa 100 chilometri nel Mare delle Salomone.

## Eclissi correlate

### Eclissi solari 1942 - 1946
Questa eclissi è un membro di una serie semestrale. Un'eclissi in una serie semestrale di eclissi solari si ripete approssimativamente ogni 177 giorni e 4 ore (un semestre) in nodi alternati dell'orbita della Luna.

### Ciclo di Saros 135
L'evento fa parte del ciclo di Saros 135, che si ripete ogni 18 anni, 11 giorni, contenente 71 eventi. La serie è iniziata con un'eclissi solare parziale il 5 luglio 1331. Contiene eclissi anulari dal 21 ottobre 1511 al 24 febbraio 2305, eclissi ibride l'8 marzo 2323 e il 18 marzo 2341 ed eclissi totali dal 29 marzo 2359 fino a al 22 maggio 2449. La serie termina al membro 71 con un'eclissi parziale il 17 agosto 2593. La durata più lunga della totalità sarà di 2 minuti e 27 secondi il 12 maggio 2431.